# Референдум у Грузії (2008)
5 січня 2008 року одночасно з президентськими виборами в Грузії відбувся подвійний референдум. Одним із запитань був обов'язковий референдум щодо того, чи слід переносити парламентські вибори 2008 року з жовтня на квітень/травень. Другим був факультативний дорадчий референдум щодо вступу до НАТО. Обидві пропозиції були схвалені із підтримкою понад 75 %. Згодом 21 травня 2008 року відбулися парламентські вибори.

## Результати

### Пришвидшення парламентських виборів
| Варіанти  | Голосів   | %     |
| --------- | --------- | ----- |
| За        | 1 410 269 | 79,74 |
| Проти     | 358 328   | 20,26 |
| Недійсних | 193 545   | —     |
| Всього    | 1 982 318 | 100   |
| Явка      | 3 527 964 | 56,19 |

### Членство в НАТО
| Варіанти  | Голосів   | %     |
| --------- | --------- | ----- |
| За        | 1 355 328 | 77,00 |
| Проти     | 404 943   | 23,00 |
| Недійсних | 203 325   | —     |
| Всього    | 1 982 318 | 100   |
| Явка      | 3 527 964 | 56,19 |